# Shizijie (köpinghuvudort i Kina, Liaoning Sheng, lat 40,06, long 122,49)
Shizijie är en köpinghuvudort i Kina. Den ligger i provinsen Liaoning, i den nordöstra delen av landet, omkring 210 kilometer söder om provinshuvudstaden Shenyang. Antalet invånare är 26 844. Befolkningen består av 12 925 kvinnor och 13 919 män. Barn under 15 år utgör 11,0 %, vuxna 15-64 år 76 %, och äldre över 65 år 11,0 %.
Runt Shizijie är det ganska tätbefolkat, med 166 invånare per kvadratkilometer. Närmaste större samhälle är Wanfu, 9,9 km nordost om Shizijie. Trakten runt Shizijie består till största delen av jordbruksmark.
Genomsnittlig årsnederbörd är 1 033 millimeter. Den regnigaste månaden är juli, med i genomsnitt 314 mm nederbörd, och den torraste är januari, med 8 mm nederbörd.